# Boccia aux Jeux paralympiques d'été de 2020
Navigation
Rio 2016 Paris 2024
Les rencontres de boccia aux Jeux paralympiques d'été de 2020 qui étaient prévues du 29 août 2020 au 5 septembre 2020 au Centre de gymnastique d'Ariake de Tokyo ont été reportées à 2021.
116 athlètes, dont au moins 24 femmes, sont prévus à la compétition dans sept épreuves mixtes, quatre épreuves individuelles, deux épreuves par paires (trois compétiteurs), et une épreuve par équipe (quatre compétiteurs).  
Il s'agit de la dixième édition du Boccia aux Jeux paralympiques.

## Classification
Les athlètes atteints de handicap moteur grave sont classés en quatre catégories :
- BC1 : athlètes paralysés cérébraux qui peuvent être aidés d’un assistant qui ajuste le fauteuil roulant ou fait passer une boule au joueur.
- BC2 : athlètes paralysés cérébraux qui ne peuvent pas être assistés.
- BC3 : athlètes ayant d’importantes difficultés motrices qui peuvent être aidés d’un assistant ou d'un appareil pour lancer la balle.
- BC4 : athlètes ayant des difficultés motrices autres que la paralysie cérébrale mais qui ont les mêmes difficultés qu'un BC1 ou BC2 et ne peuvent pas être assistés.

## Calendrier
| C | Jour de compétition | 4 | Nombre de finales |

| Jour de compétition (août / septembre) | Jour de compétition (août / septembre) | Jour de compétition (août / septembre) | Jour de compétition (août / septembre) | Jour de compétition (août / septembre) | Jour de compétition (août / septembre) | Jour de compétition (août / septembre) | Jour de compétition (août / septembre) | Jour de compétition (août / septembre) | Jour de compétition (août / septembre) | Jour de compétition (août / septembre) | Jour de compétition (août / septembre) | Jour de compétition (août / septembre) |
| Mar 24                                 | Mer 25                                 | Jeu 26                                 | Ven 27                                 | Sam 28                                 | Dim 29                                 | Lun 30                                 | Mar 31                                 | Mer 1                                  | Jeu 2                                  | Ven 3                                  | Sam 4                                  | Dim 5                                  |
| -------------------------------------- | -------------------------------------- | -------------------------------------- | -------------------------------------- | -------------------------------------- | -------------------------------------- | -------------------------------------- | -------------------------------------- | -------------------------------------- | -------------------------------------- | -------------------------------------- | -------------------------------------- | -------------------------------------- |
|                                        |                                        |                                        |                                        | C                                      | C                                      | C                                      | C                                      | 4                                      | C                                      | C                                      | 3                                      |                                        |

## Résultats
| Épreuves           | Or                                                                                | Argent                                                     | Bronze                                                               |
| ------------------ | --------------------------------------------------------------------------------- | ---------------------------------------------------------- | -------------------------------------------------------------------- |
| Individuel BC1     | David Smith (GBR)                                                                 | Chew Wei Luns (MAS)                                        | José Carlos Chagas de Oliveira (BRA)                                 |
| Individuel BC2     | Hidetaka Sugimura (JPN)                                                           | Watcharaphon Vongsa (THA)                                  | Maciel Santos (BRA)                                                  |
| Individuel BC3     | Adam Peška (CZE)                                                                  | Grigorios Polychronidis (GRE)                              | Daniel Michel (AUS)                                                  |
| Individuel BC4     | Samuel Andrejčík (SVK)                                                            | Pornchok Larpyen (THA)                                     | Leung Yuk Wing (HKG)                                                 |
|                    |                                                                                   |                                                            |                                                                      |
| Paires BC3         | Corée du Sud Jeong Ho-won Kim Han-soo Choi Ye-jin                                 | Japon Kazuki Takahashi Keisuke Kawamoto Keiko Tanaka       | Grèce Grigorios Polychronidis Anna Ntenta Anastasia Pyrgiotis        |
| Paires BC4         | Slovaquie Samuel Andrejčík Michaela Balcova Martin Streharsky                     | Hong Kong Leung Yuk Wing Lau Wai Yan Vivian Wong Kwan Hang | Comité paralympique russe Sergey Safin Ivan Frolov Daria Adonina     |
|                    |                                                                                   |                                                            |                                                                      |
| Par équipe BC1–BC2 | Thaïlande Witsanu Huadpradit Subin Tipmanee Worawut Saengampa Watcharaphon Vongsa | Chine Zhang Qi Yan Zhiqiang Lan Zhijian                    | Japon Takumi Nakamura Yuriko Fujii Hidetaka Sugimura Takayuki Hirose |

## Tableau des médailles
| Rang  | Nation                    | Or | Argent | Bronze | Total |
| ----- | ------------------------- | -- | ------ | ------ | ----- |
| 1     | Slovaquie                 | 2  |        |        | 2     |
| 2     | Thaïlande                 | 1  | 2      |        | 3     |
| 3     | Japon                     | 1  | 1      | 1      | 3     |
| 4     | Corée du Sud              | 1  |        |        | 1     |
| 4     | Grande-Bretagne           | 1  |        |        | 1     |
| 4     | Tchéquie                  | 1  |        |        | 1     |
| 7     | Grèce                     |    | 1      | 1      | 2     |
| 7     | Hong Kong                 |    | 1      | 1      | 2     |
| 9     | Chine                     |    | 1      |        | 1     |
| 9     | Malaisie                  |    | 1      |        | 1     |
| 11    | Brésil                    |    |        | 2      | 2     |
| 12    | Australie                 |    |        | 1      | 1     |
| 12    | Comité paralympique russe |    |        | 1      | 1     |
| Total | Total                     | 7  | 7      | 7      | 21    |